# Anfiteatro romano di Suasa

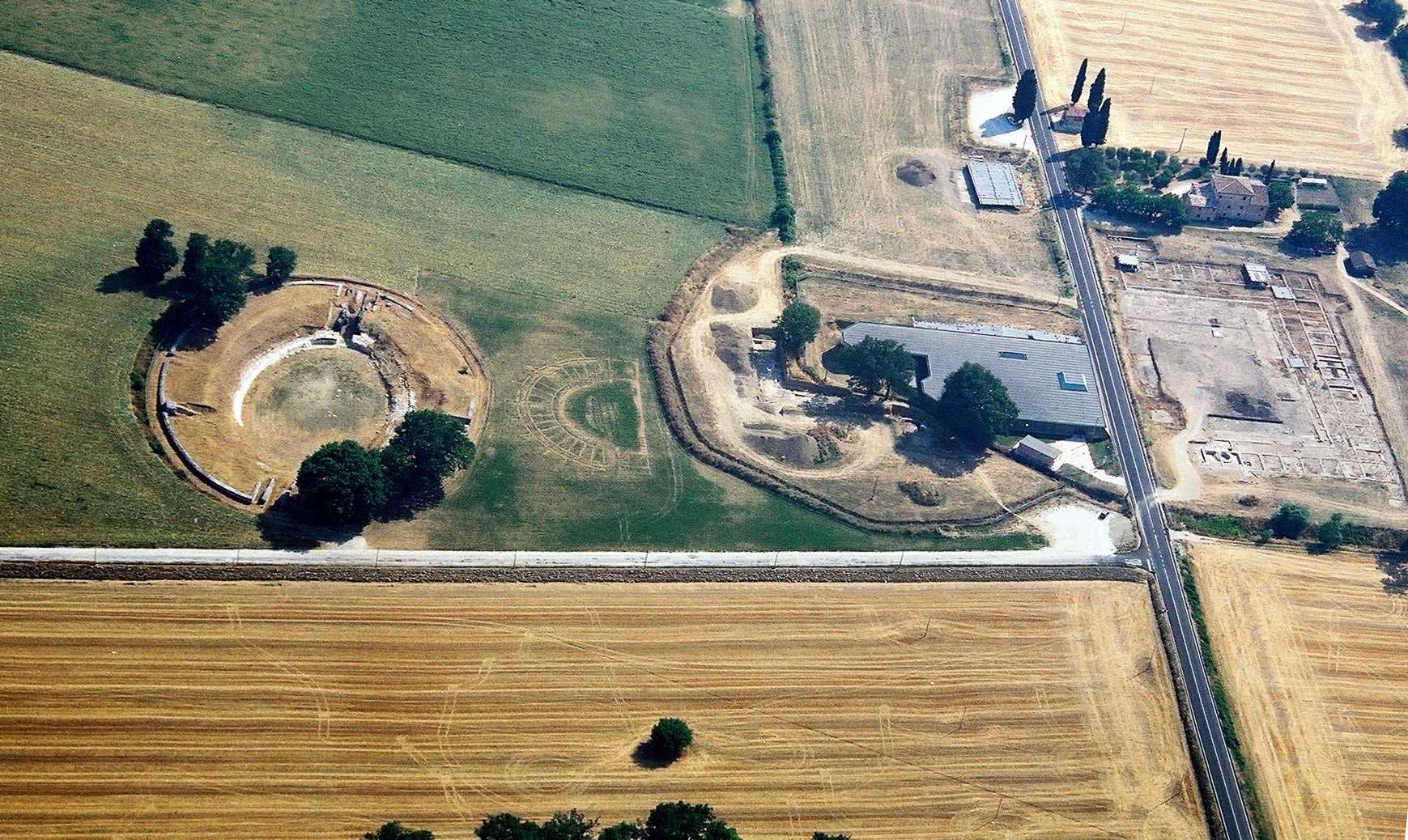
Foto aerea dell'area archeologica di Suasa, sulla sinistra è visibile l'anfiteatro, al centro i resti del teatro non ancora scavati e a destra l'area della Domus dei Coiedii.

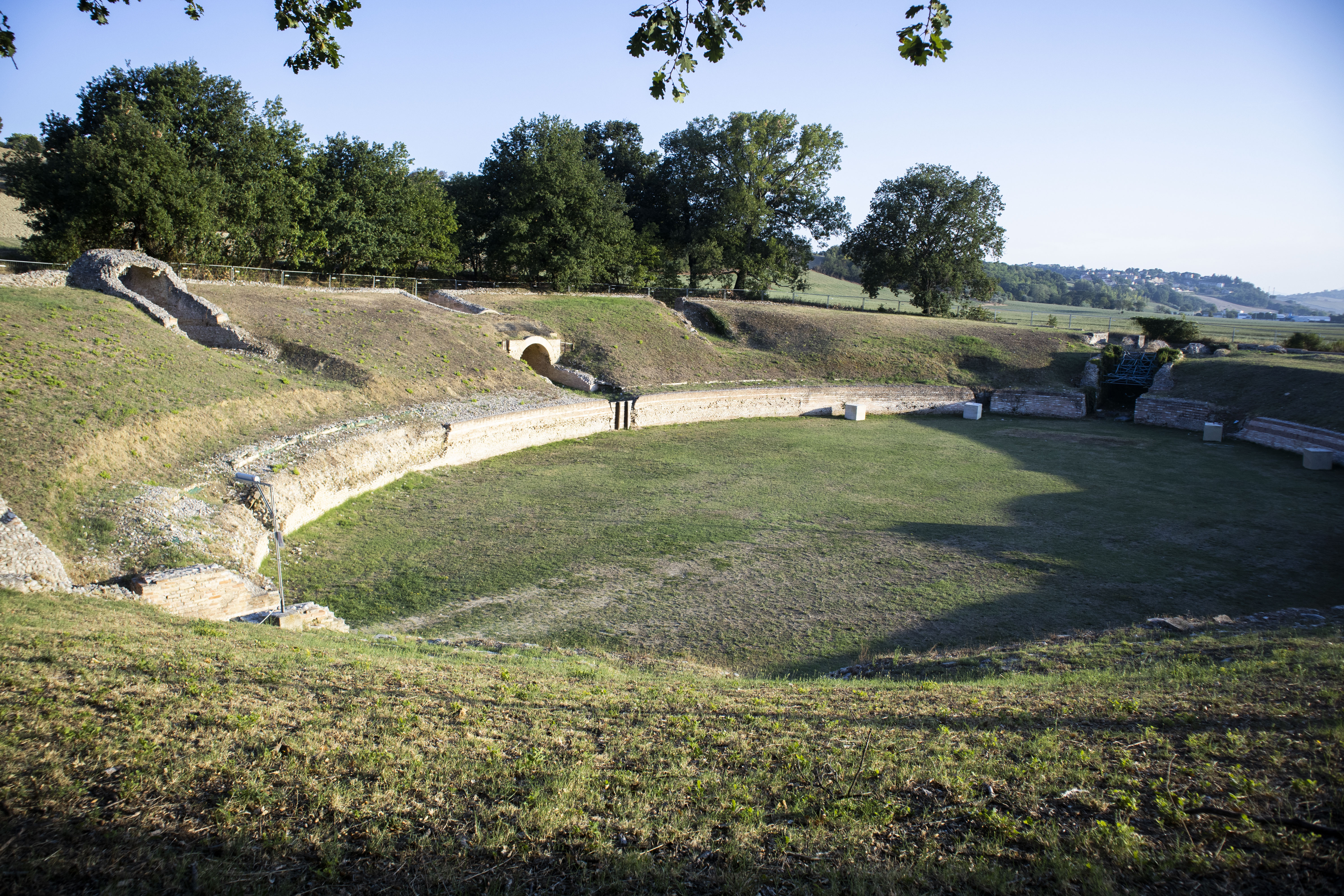
Foto panoramica dell'arena dell'Anfiteatro romano di Suasa.

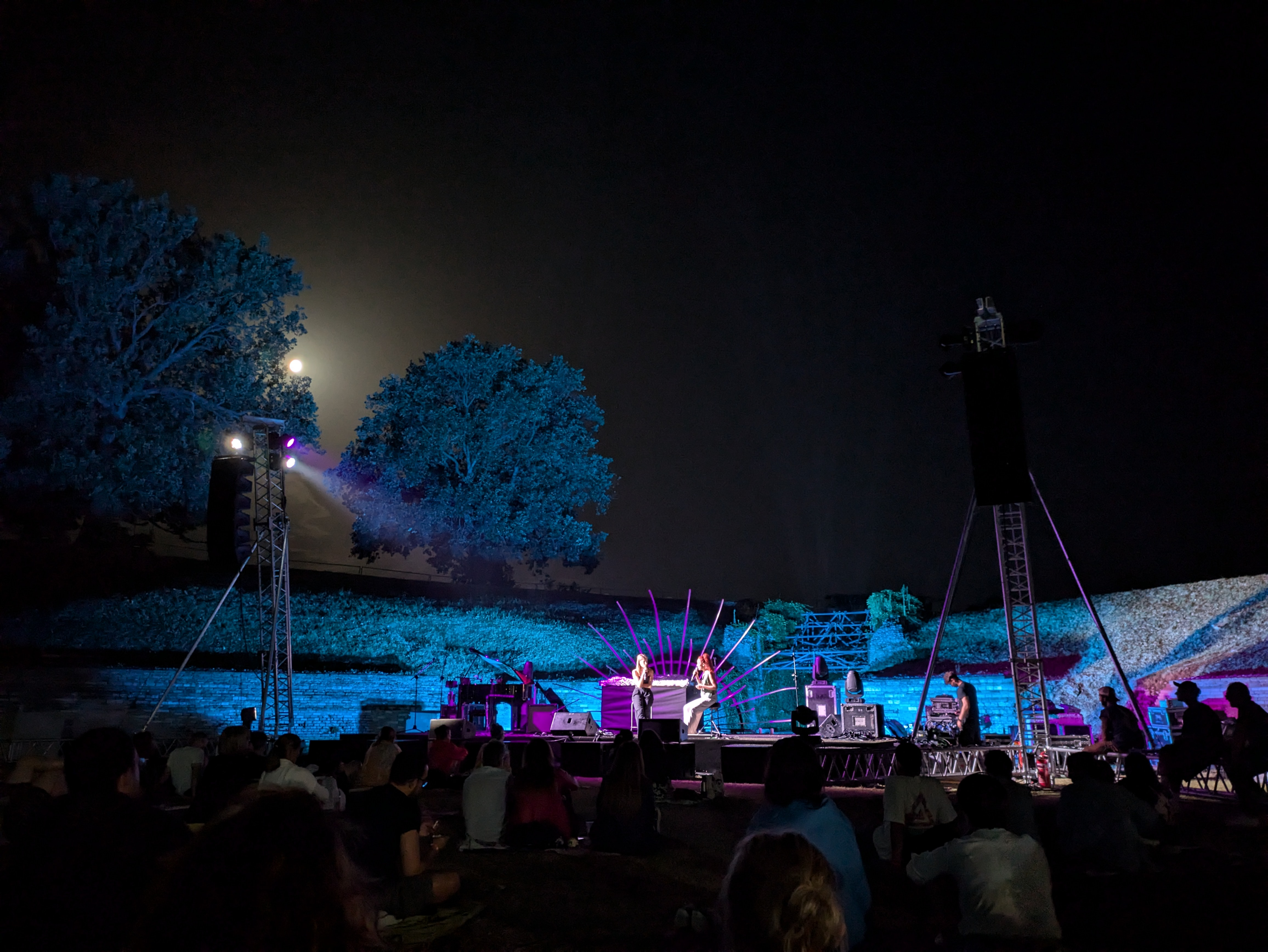
Foto dell'arena dell'Anfiteatro romano di Suasa durante uno spettacolo del 2024.

L'anfiteatro romano di Suasa è un anfiteatro costruito nella città romana di Suasa nel I secolo d.C., fa parte del Parco archeologico della città romana di Suasa ed è tuttora utilizzato come sede di spettacoli teatrali.

## Storia ed architettura
L'anfiteatro di Suasa è uno dei maggiori delle Marche, misura 333 piedi sull'asse maggiore (98,7 m) e 260 piedi sull'asse minore (77,7 m); il suo impianto è da far risalire alla prima età imperiale (costruito tra la fine del I secolo a.C. e gli inizi del I secolo d.C.). L'anfiteatro, con oltre 20 gradinate, poteva ospitare dai 7000 ai 10000 spettatori. Dagli studi effettuati si è rilevato che le gradinate dell'ima cavea erano in muratura con rivestimenti lapidei mentre mancano totalmente indizi delle strutture di quelle della media e summa cavea che avevano forse carattere posticcio e potevano essere in legno. All'anfiteatro si accedeva attraverso 6 ingressi voltati (vomitoria) alcuni dei quali oggi ripristinati. Il muro perimetrale ha un paramento esterno in filari di blocchetti di calcare bianco e rosato, alternati a corsi di laterizi. Alla fine del mondo antico, cessata la funzione di edificio per spettacoli, dovette rivestire il ruolo di fortilizio, per poi essere definitivamente abbandonato e ridotto a cava di materiali da costruzione.

### Scavi e restauri
I primi scavi condotti dalla Soprintendenza per il recupero dell'anfiteatro romano di Castelleone di Suasa risalgono agli anni 1930; un particolare impulso si ebbe con gli interventi post-sisma del 1972. Dal 1990 la Soprintendenza Archeologica per le Marche ha iniziato regolari campagne di scavo e restauro riportando alla luce un ampio settore dell'ima cavea e dell'arena. Attualmente (2024) il monumento è ancora oggetto di interventi di scavo e restauro, è visibile dall'esterno della recinzione che lo circonda e viene, comunque, utilizzato occasionalmente per ospitare spettacoli teatrali e musicali di notevole suggestione.